# هورتون فوت
ألبرت هورتون فوت الابن (بالإنجليزية: Albert Horton Foote, Jr.)‏ هو كاتب مسرحي وسينمائي أمريكي.

## روابط خارجية
- هورتون فوت على موقع IMDb (الإنجليزية)
- هورتون فوت على موقع الموسوعة البريطانية (الإنجليزية)
- هورتون فوت على موقع ألو سيني (الفرنسية)
- هورتون فوت على موقع أول موفي (الإنجليزية)
- هورتون فوت على موقع قاعدة بيانات برودواي على الإنترنت (الإنجليزية)
- هورتون فوت على موقع قاعدة بيانات الأفلام السويدية (السويدية)
- هورتون فوت على موقع إن إن دي بي (الإنجليزية)
- هورتون فوت على موقع قاعدة بيانات الفيلم (الإنجليزية)
- هورتون فوت على موقع كينوبويسك (الروسية)